# Festuca roigii
Festuca roigii är en gräsart som beskrevs av Dubc. och Ru’golo. Festuca roigii ingår i släktet svinglar, och familjen gräs. Inga underarter finns listade i Catalogue of Life.